# عبلة (أعزاز)
عبلة قرية سوريّة تتبع إداريّاً لمحافظة حلب منطقة أعزاز ناحية مركز أخترين، بلغ تعداد سكانها 517 نسمة حسب التعداد السكاني لعام 2004.